# Episodi di Limitless
La prima e unica stagione della serie televisiva Limitless è stata trasmessa in prima visione negli Stati Uniti d'America da CBS dal 22 settembre 2015 al 26 aprile 2016.
In Italia, la stagione è andata in onda in prima visione assoluta dal 3 gennaio al 9 maggio 2016 su Rai 2.
| n° | Titolo originale                  | Titolo italiano                    | Prima TV USA      | Prima TV Italia  |
| -- | --------------------------------- | ---------------------------------- | ----------------- | ---------------- |
| 1  | Pilot                             | Espandi la tua mente               | 22 settembre 2015 | 3 gennaio 2016   |
| 2  | Badge! Gun!                       | L'eredità di Gengis Khan           | 29 settembre 2015 | 3 gennaio 2016   |
| 3  | The Legend of Marcos Ramos        | La leggenda di Marco Ramos         | 6 ottobre 2015    | 10 gennaio 2016  |
| 4  | Page 44                           | Trova il topo                      | 13 ottobre 2015   | 17 gennaio 2016  |
| 5  | Personality Crisis                | Le regole del gioco                | 20 ottobre 2015   | 24 gennaio 2016  |
| 6  | Side Effects May Include...       | Effetti collaterali                | 27 ottobre 2015   | 31 gennaio 2016  |
| 7  | Brian Finch's Black Op            | Una pazza giornata di vacanza      | 3 novembre 2015   | 7 febbraio 2016  |
| 8  | When Pirates Pirate Pirates       | Pirati                             | 10 novembre 2015  | 14 febbraio 2016 |
| 9  | Headquarters!                     | Quartier generale!                 | 17 novembre 2015  | 15 febbraio 2016 |
| 10 | Arm-ageddon                       | Il braccio e la mente              | 24 novembre 2015  | 21 febbraio 2016 |
| 11 | This is Your Brian on Drugs       | Punti di vista                     | 15 dicembre 2015  | 22 febbraio 2016 |
| 12 | The Assassination of Eddie Morra  | L'assassinio di Eddie Morra        | 5 gennaio 2016    | 28 febbraio 2016 |
| 13 | Stop Me Before I Hug Again        | Professione: Profiler              | 19 gennaio 2016   | 6 marzo 2016     |
| 14 | Fundamentals of Naked Portraiture | Intelligenze artificiali           | 9 febbraio 2016   | 13 marzo 2016    |
| 15 | Undercover!                       | Sotto copertura!                   | 16 febbraio 2016  | 20 marzo 2016    |
| 16 | Sands, Agent of Morra             | La storia segreta del signor Sands | 23 febbraio 2016  | 28 marzo 2016    |
| 17 | Close Encounters                  | Incontri ravvicinati!              | 8 marzo 2016      | 4 aprile 2016    |
| 18 | Bezgranichnyy                     | Prospettiva Nevskij                | 15 marzo 2016     | 11 aprile 2016   |
| 19 | A Dog's Breakfast                 | Anteprima di stampa                | 22 marzo 2016     | 18 aprile 2016   |
| 20 | Hi, My Name is Rebecca Harris…    | Una pallottola per Rebecca         | 5 aprile 2016     | 25 aprile 2016   |
| 21 | Finale: Part One!                 | Gran finale: Prima parte!          | 19 aprile 2016    | 2 maggio 2016    |
| 22 | Finale: Part Two!!                | Gran finale: Seconda parte!!       | 26 aprile 2016    | 9 maggio 2016    |

## Espandi la tua mente
- Titolo originale: Pilot
- Diretto da: Marc Webb
- Scritto da: Craig Sweeny

### Trama
La vita di Brian Finch, un perdigiorno che tenta di campare grazie alla musica e a qualche lavoretto saltuario, cambia quando un vecchio amico gli procura una strana pillola. Trattasi di NZT, un nootropo in grado di farlo accedere e sfruttare ogni area del suo cervello. Grazie all'NZT trova presto lavoro e con risultati eccelsi. In seguito alla morte dell'amico, tuttavia, l'FBI lo considera il principale sospettato. L'agente Rebecca Harris comincia a dargli la caccia, mentre Brian Finch si rende presto conto che i prodigi della pillola spariscono dopo 12 ore e che gli effetti collaterali sono terribili: per questa ragione cerca di incontrare un collega dell'amico scomparso, anche lui consumatore di NZT, sperando di avere un'altra pillola, ma trova anch'esso morto. Si reca quindi a casa di Rebecca dichiarandole la sua innocenza e consegnandole informazioni importanti riguardo a una presunta identità misteriosa che vuole appropriarsi della droga. Raggiunge infine l'ultimo dei colleghi dell'amico che assumevano la NZT, ma intuisce che è lui il killer e sfugge dalla casa nonostante una ferita alla gamba. Viene dunque salvato da Edward Morra, un senatore che regolarmente assume la pillola e che si dice disposto a consegnargli l'antidoto per gli effetti collaterali della droga in cambio della sua collaborazione futura. Brian riesce poi a smascherare il killer e, grazie alla parola di Rebecca, viene assunto dalla FBI come consulente per la sua abilità di gestire l'NZT senza nessun effetto collaterale.

## L'eredità di Gengis Khan
- Titolo originale: Badge! Gun!
- Diretto da: Marc Webb
- Scritto da: Craig Sweeny e Marc Webb

### Trama
L'FBI fa svolgere dei controlli su Brian e scoprono che è immune agli effetti collaterali della NZT. Per studiare meglio il caso i federali decidono di assumerlo come aiutante e gli affidano l'agente Rebecca Harris e di dargli ogni giorno una pillola in cambio del suo aiuto. Gli viene assegnato il primo caso ma l'FBI non vuole che esca al di fuori dell'edificio finché è sotto l'effetto di NZT; Brian decide di indagare comunque e riesce ad uscire dall'edificio per cercare delle prove risolvendo così il caso. Infine, quando si decide a rivelare tutti i segreti al padre, scopre che l'infermiera dell'uomo è la stessa al soldo di Morra.

## La leggenda di Marco Ramos
- Titolo originale: The Legend of Marcos Ramos
- Diretto da: Guillermo Navarro
- Scritto da: Matthew Federman e Stephen Scaia

### Trama
Brian può finalmente operare sul campo al fianco degli agenti dell'FBI per catturare un pericoloso narcotrafficante che si chiama Marcos Ramos. Un giorno, mentre si sta recando al lavoro e con la NZT in corpo incontra Shauna, la sua ex fidanzata storica di cui è ancora innamorato e decide di riconquistarla. Sembra andare tutto per il meglio fino a quando arriva un uomo che lavora con Morra e che lo ricatta facendogli capire che se non eseguirà gli ordini che riceverà da lui ci rimetteranno le persone a cui vuole bene. Per questo alla fine dell'episodio Brian con grande dispiacere lascia Shauna.

## Trova il topo
- Titolo originale: Page 44
- Diretto da: Doug Aarniokoski
- Scritto da: Mark Goffman

### Trama
Brian cerca di dimenticare Shauna con rapporti occasionali, ma la notte non riesce a dormire e così sotto l'effetto della NZT scambia e-mail con personaggi strani, tra cui un bizzarro scienziato che ha fatto un esperimento importante su un topo. Un giorno il topo scompare e lo scienziato chiederà aiuto a Brian.

## Le regole del gioco
- Titolo originale: Personality Crisis
- Diretto da: Joshua Butler
- Scritto da: Sallie Patrick

### Trama
Brian ha una crisi di personalità, è indeciso se rivelare a Rebecca ciò che ha scoperto su suo padre. Intanto collabora con l'FBI per sventare un imminente attacco terroristico. Brian alla fine si convince del fatto che tutti hanno il diritto di sapere la verità, e va a parlare con Rebecca.

## Effetti collaterali
- Titolo originale: Side Effects May Include…
- Diretto da: Doug Aarniokoski
- Scritto da: Jenna Richman

### Trama
Dopo aver detto a Rebecca di suo padre, Brian inizia a scavare a fondo con lei. Sands tenta di ricattare Brian ritardando l'iniezione del siero che annulla, anche se solo temporaneamente, gli effetti collaterali della NZT. Brian spera che chiunque abbia creato l'NZT possa essere capace di fornirgli il siero. Ma alla fine è Morra stesso che dà a Brian il siero e cinque pillole extra. Gli spiega che stava testando il suo senso morale e voleva sapere se Brian fosse qualcuno che prende solo ordini, come Sands, o se fosse qualcuno che ha carattere.

## Una pazza giornata di vacanza
- Titolo originale: Brian Finch's Black Op
- Diretto da: Aaron Lipstadt
- Scritto da: Taylor Elmore

### Trama
Ispirandosi a Ferris Bueller di Una pazza giornata di vacanza, Brian si finge malato per avere un giorno libero quando gli agenti Mike ed Ike si presentano per la pillola NZT del mattino. Credendo al ragazzo, i due agenti se ne vanno. Una volta rimasto solo, Brian si rialza in perfetta forma e pronto a uscire per godersi la giornata con le sue capacità potenziate, avendo preso in precedenza una delle pillole NZT che gli aveva dato il senatore Morra. Tuttavia, la CIA rapisce Brian prima che possa lasciare il suo appartamento, per usare le sue capacità in una missione di black-op, senza l'autorizzazione e la conoscenza di Naz, che si infuria e ordina a un suo contatto della CIA di ottenere la gestione del caso per restituirgli Brian. Alla fine della giornata, Brian capisce che i mercenari della CIA hanno intenzione di ucciderlo, dato che non hanno più bisogno di lui e la loro missione è stata posticipata. Nonostante l'effetto della pillola stia svanendo, Brian pensa velocemente a come uscirne vivo e alla fine riesce a fuggire.

## Pirati
- Titolo originale: When Pirates Pirate Pirates
- Diretto da: Peter Werner
- Scritto da: Kari Drake

### Trama
Naz viene presa in custodia perché è sospettata di finanziare un gruppo internazionale di terroristi. In passato Naz ha pagato un noto terrorista per fargli liberare sua nipote dai pirati del Sud-Est asiatico. Questo porta l'intero programma NZT dell'FBI ad arrestarsi e Brian si ritira brevemente a casa di Naz (il suo nuovo quartier generale). Insieme alla figlia di Naz, ha in programma di trovare una soluzione usando una pillola dal suo nascondiglio. I due negoziano con i pirati e con l'aiuto di Sands, fanno evadere Naz di prigione e la riportano nella sua posizione.

## Quartier generale
- Titolo originale: Headquarters!
- Diretto da: Doug Aarniokoski
- Scritto da: Frances Brennand Roper (soggetto); Craig Sweeny (sceneggiatura)

### Trama
Brian implora Naz per avere un ufficio tutto suo che chiama il suo "quartier generale". Per guadagnarselo, manda agenti per rintracciare la top ten dei più ricercati dell'FBI. Ma, quando questo sforzo provoca troppa attenzione, Naz interrompe la ricerca. Brian incontra suo padre, che sente di essere diventato sempre più un estraneo, e gli parla della NZT.

## Il braccio e la mente
- Titolo originale: Arm-ageddon
- Diretto da: Leslie Libman
- Scritto da: Dennis Saavedra Saldua

### Trama
L'agente Boyle chiede a Brian di aiutare il suo amico ranger degli Stati Uniti, la cui protesi al braccio ha preso il controllo del suo cervello e lo ha costretto a uccidere sua moglie contro la sua volontà. Nel frattempo, il padre di Brian tradisce la fiducia del figlio rivelando della NZT a un avvocato, esponendo Brian al pericolo quasi certo che Morra possa scoprire tutto.

## Punti di vista
- Titolo originale: This is Your Brian on Drugs
- Diretto da: Steven A. Adelson
- Scritto da: Sallie Patrick

### Trama
L'agente Casey Rooks e il suo team rubano per sé le pillole NZT, scatenando un'indagine interna. Rebecca affronta problemi di relazione con Casey e Mike, mentre viene testata la fedeltà di Ike a Finch. Dopo che Brian scopre che Casey ha rubato le pillole NZT, Casey minaccia Brian con una pistola, ma Boyle gli spara in testa prima che possa premere il grilletto su di lui.

## L'assassinio di Eddie Morra
- Titolo originale: The Assassination of Eddie Morra
- Diretto da: Christine Moore
- Scritto da: Matthew Federman e Stephen Scaia

### Trama
Il senatore Edward Morra è vittima di un tentato omicidio mentre tiene un discorso all'Intrepid Sea, Air & Space Museum di Manhattan. Sands informa Brian che una donna di nome Piper Baird è dietro al tentativo fallito di uccidere il senatore. Piper è un'ex socia di Morra, che era coinvolta nello sviluppo dell'antidoto agli effetti collaterali delle pillole NZT. Ha cominciato a mettere in discussione le motivazioni del senatore ed è andata su tutte le furie, irrompendo in una delle sue strutture di ricerca e sviluppo e rubando un anno di fornitura dell'enzima. Dopo aver trovato Piper, Brian ha dei dubbi sulle reali intenzioni di Morra e Sands. Alla fine, la aiuta a fingere la sua morte in modo che possa nascondersi. Verso la fine dell'episodio, il senatore annuncia la sua candidatura a Presidente degli Stati Uniti.

## Professione: Profiler
- Titolo originale: Stop Me Before I Hug Again
- Diretto da: Edward Ornelas
- Scritto da: Jenna Richman

### Trama
Brian ha bisogno di trovare un serial killer. Durante l'indagine, scopre che un uomo è in prigione, condannato per una serie di omicidi che non ha commesso. E Brian si propone di dimostrare l'innocenza dell'uomo e catturare il vero assassino. Nel frattempo, Brian si rende conto che il cappotto indossato da Morra durante il tentato omicidio, sul quale si trova il sangue di Morra, è ancora nel locale delle prove e, se venisse analizzato, Morra sarebbe identificato come un utilizzatore di NZT. Dopo aver informato Sands, Brian ottiene un altro cappotto con il sangue di Morra senza NZT al suo interno, inganna l'impiegato delle prove per entrare e scambia segretamente i cappotti proprio mentre Rebecca si rivolge all'addetto delle prove per entrare e recuperare il cappotto di Morra su cui sta indagando.

## Intelligenze artificiali
- Titolo originale: Fundamentals of Naked Portraiture
- Diretto da: Guy Ferland
- Scritto da: Dennis Saavedra Saldua e Craig Sweeny (soggetto); Sallie Patrick e Craig Sweeny (sceneggiatura)

### Trama
Brian ottiene una nuova guardia del corpo, Spike. L'FBI indaga sulla morte di un programmatore che stava lavorando su un tipo di intelligenza artificiale e che forse ha venduto segreti al nemico. Rebecca chiede a Finch di seguirlo di nuovo nel locale delle prove, ma Brian prende tempo perché teme di essere riconosciuto dall'addetto alle prove. Tuttavia, poco prima di andare, scoprono che l'addetto è improvvisamente morto per aver mangiato cibo cucinato con noccioline (a cui era allergico).

## Sotto copertura!
- Titolo originale: Undercover!
- Diretto da: Peter Werner
- Scritto da: Taylor Elmore

### Trama
Dopo il furto della lista degli agenti infiltrati dell'FBI, Finch va sotto copertura con uno di loro che non vuole rientrare in quanto è molto vicina a catturare i trafficanti di esseri umani su cui sta indagando, fino a quando non si innamora di Brian per l'aiuto che le ha dato. Altrove, Brian incontra Sands, che ammette di aver ucciso l'addetto alle prove per impedire a Brian di essere scoperto, ma Brian sostiene che Rebecca, viste le circostanze, è ancora più sospettosa di prima. Sands decide di incontrarsi con Rebecca e le offre un posto di lavoro nell'organizzazione di Morra, ma lei rifiuta.

## La storia segreta del signor Sands
- Titolo originale: Sands, Agent of Morra
- Diretto da: Rich Lee
- Scritto da: Gregory Weidmann e Geoff Tock

### Trama
Brian riceve la visita di sua sorella, Rachel che lo invita a uscire. Tuttavia, Brian riceve improvvisamente anche la visita di Sands, che è ferito. Dopo averlo medicato, fa giurare a Rachel di mantenere il segreto e va con Sands per aiutarlo. Sands è costretto a uccidere i suoi ex colleghi dell'esercito per salvare suo figlio. Nel frattempo, Rebecca e Boyle lavorano a un caso in cui un ragazzo di una ricca famiglia politica è stato rapito, scoprendo che il ragazzo rapito è proprio il figlio di Sands. Altrove, Rachel deve coprire Brian dal controllo di Ike, ma finisce per andare a letto con lui.

## Incontri ravvicinati!
- Titolo originale: Close Encounters
- Diretto da: Maja Vrvilo
- Scritto da: Kari Drake

### Trama
Durante un blackout su larga scala a Manhattan, Brian rintraccia chi ha rubato gli 8 milioni di dollari in contanti di un caveau danneggiato. Nel frattempo, Mike e Ike sentono la madre di Brian spifferare che nel suo appartamento c'era un agente ferito. A peggiorare le cose, Brian è rimproverato da sua madre quando scopre che Rachel ha trovato delle pillole NZT nascoste nella safe - house e lo allontana dalla famiglia dopo che suo padre, che è anche l'avvocato del ragazzo, si rifiuta di dirle di più riguardo alla droga. Brian, che di nascosto ruba le pillole, decide di andarsene e lascia a Rebecca un messaggio di scuse.

## Prospettiva Nevskij
- Titolo originale: Bezgranichnyy
- Diretto da: John Behring
- Scritto da: Matthew Federman e Stephen Scaia

### Trama
Brian, volendo liberarsi definitivamente dall'influenza di Morra, si reca a San Pietroburgo, in Russia. Qui rintraccia Piper e la aiuta ad aprire la cassaforte ben difesa di un milionario russo ecologista, per rubare l'ultimo ingrediente di cui lei ha bisogno per sintetizzare l'enzima che protegge dagli effetti collaterali della NZT. Nel frattempo, Naz manda una squadra a cercare Brian dopo aver scoperto che ha rubato alcune pillole NZT di riserva.

## Anteprima di stampa
- Titolo originale: A Dog's Breakfast
- Diretto da: Lexi Alexander
- Scritto da: Jenna Richman

### Trama
Di ritorno dalla Russia, Brian è sottoposto a una stretta sorveglianza sia dall'FBI che da Sands, mentre Rebecca, con l'aiuto di Mike e Ike, inizia la sua indagine sugli incontri di Brian con Sands. Nel frattempo, Brian risolve il caso di un uomo che è stato ucciso e a cui è stato espiantato un rene. Sands arriva da Piper prima di Brian, le sottrae la sua scorta di enzimi e la costringe a produrre NZT. Brian confessa a Piper di essere ancora in contatto con il senatore Morra, il quale gli dice che Sands è diventato incontrollabile. Nel frattempo, dopo aver spiato l'incontro di Brian e Morra, Rebecca va a casa sua con le manette e chiede a Brian di spiegare il suo legame con Morra.

## Una pallottola per Rebecca
- Titolo originale: Hi, My Name Is Rebecca Harris...
- Diretto da: Holly Dale
- Scritto da: Mark Goffman

### Trama
Quando Rebecca si confronta con Brian per le sue bugie, lui ammette di passare informazioni a Morra e che Sands ha ucciso suo padre. Per questo, Rebecca prende la pillola giornaliera di Brian e con il suo aiuto trova l'agenda segreta di Huston, che Brian aveva nascosto, con le informazioni sulla purga NZT.
Le informazioni portano ad Harris, una donna che un tempo lavorava per Morra ed era dipendente dal NZT: la donna decide di dare loro un mozzicone di sigaretta con il DNA del killer. Mentre lasciano la sua roulotte, Harris viene colpita da un cecchino inviato da Sands per ucciderli e Brian fa un intervento sul posto per curarla. Poi vanno a trovare Huston e tentano di comunicare con lui anche se in coma, usando una macchina EEG fatta in casa. Con le informazioni raccolte, attirano Sands e lo arrestano.

## Gran finale: Prima parte!
- Titolo originale: Finale: Part One!
- Diretto da: Paul Edwards
- Scritto da: Sallie Patrick e Taylor Elmore

### Trama
Quando la NZT inonda le strade di New York City e minaccia di diventare un'epidemia nazionale, l'FBI collabora con la DEA in una caccia all'uomo in tutta la città per trovare il laboratorio che produce la droga. Inoltre, Brian ha difficoltà ad adattarsi alla sua nuova realtà quando gli mancano le capacità per continuare a cercare Piper.

## Gran finale: Seconda parte!!
- Titolo originale: Finale: Part Two!!
- Diretto da: Douglas Aarniokoski
- Scritto da: Craig Sweeny e Taylor Elmore

### Trama
Sands mette in atto un piano che riguarda il Passaggio a Nord-Ovest del Canada, dato che Boyle e Harris non riescono a salvare il diplomatico fatto uccidere da Sands. Usando dettagli presi dalla testimonianza dell'assassino, Brian e il CJC si avvicinano al vero laboratorio NZT di Sands. Quando fanno irruzione nel laboratorio, Brian scopre che Piper si trovava lì, mentre Sands viene colpito da un colpo di pistola sparato da Rebecca e spedito in ospedale. Dopo che Brian torna a casa dei suoi genitori, viene a sapere che Piper si trova lì con la cura ossia un siero da iniettare per annullare per sempre gli effetti collaterali dell'NZT. Ma Piper non può restare a lungo perché decide di continuare a spostarsi in modo che la cura non cada nelle mani sbagliate. Alla fine, Brian torna al CJC con la sua squadra per affrontare nuovi casi, mentre il senatore Morra è ancora disperso.